# Mokhtar Latiri
Mokhtar Latiri (arabe : المختار العتيري), né le 18 mars 1926 à Hammam Sousse et décédé le 20 avril 2007 à La Goulette, est un ingénieur et haut fonctionnaire tunisien.
Il dirige les premiers grands travaux d'aménagement du territoire tunisien tels que les aéroports, les ports, les complexes touristiques et les centrales électriques.

## Biographie

### Études
Après des études primaires à l'école franco-arabe de sa ville natale, ses résultats lui permettent d'obtenir une bourse au collège de Sousse où il est interne. Il entre au lycée Carnot de Tunis avant d'être reçu premier au baccalauréat. En devenant lauréat du prix du résident général, l'administration souhaite qu'il devienne instituteur mais c'est grâce à l'aide de Mahmoud Larabi qu'il peut partir en France afin d'étudier au Lycée Louis-le-Grand.
Il est, après Mohamed Ali El Annabi, le deuxième Tunisien diplômé comme ingénieur de Polytechnique en 1947,. Il est également ingénieur diplômé de l'École nationale des ponts et chaussées en 1951. 

### Parcours au service de l'État
À sa sortie d'école, il se voit refuser par l'administration du protectorat le poste d'adjoint à l'ingénieur en chef des ponts et chaussées.
À l'indépendance, dès 1958, il devient ingénieur en chef des travaux publics et réalise notamment les aéroports de Tunis-Carthage, Monastir et Djerba-Zarzis ainsi que les ports de Gabès et Port El-Kantaoui.
Il est aussi président-directeur général des Industries chimiques maghrébines de Gabès et de la Société tunisienne de l'électricité et du gaz de 1977 à 1980, et occupe des postes à la Société d'études et de développement de Sousse-Nord et à l'Institut de micro-informatique dont il est le fondateur et le premier responsable.

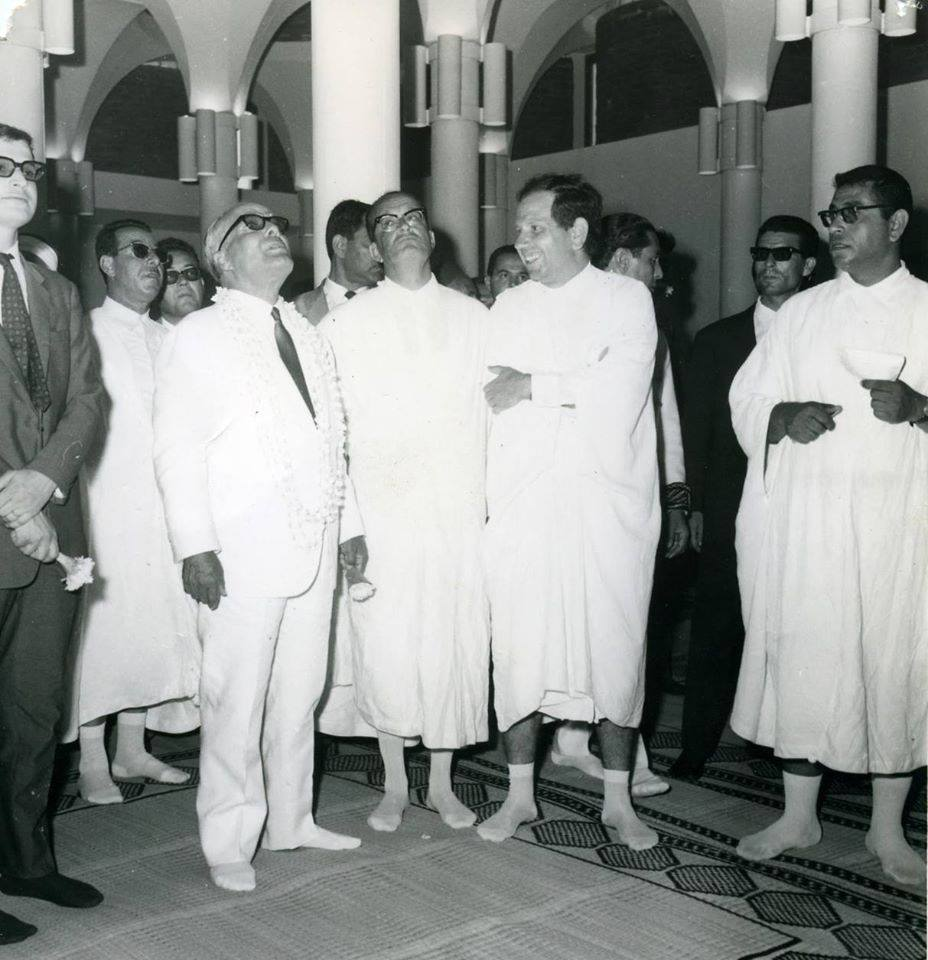
Mokhtar Latiri en compagnie du président Bourguiba en visite dans une mosquée.

Il fonde par ailleurs, le 31 décembre 1968, l'École nationale d'ingénieurs de Tunis dont il est le directeur jusqu'en 1975. Il est également le père de la « filière A » réservée aux meilleurs bacheliers scientifiques du jeune État qui manquait à l'époque cruellement de cadres techniques, une filière mise en place en accord avec la France de manière à garantir aux Tunisiens un quota annuel d'une centaine de places dans les meilleures classes préparatoires aux grandes écoles françaises. Avec 179 reçus à Polytechnique entre 1965 et 2000 (parmi lesquelles, Azza, l'une de ces quatre filles), les résultats dépassent les espérances. 
Maire de Hammam Sousse entre 1966 et 1975, il est démis de ses fonctions sur des accusations de complaisance envers l'islamisme en raison de la construction d'une mosquée, bien visible à cause de son minaret en torsade, dans l'enceinte du campus de l'ENIT. « On m'a reproché ma piété comme si c'était une maladie honteuse » explique Latiri, un fervent musulman. Il est réhabilité en 1989 et nommé conseiller du président Zine el-Abidine Ben Ali. À ce titre, il intervient dans la plupart des grands chantiers du nouveau règne, du complexe sportif de Radès à la station touristique de Yasmine Hammamet en passant par la mosquée Mâlik ibn Anas qui jouxte le palais présidentiel. C'est de ce dernier ouvrage qu'il serait le plus fier. Il prend finalement sa retraite en 2004.
On lui doit par ailleurs la sauvegarde, de la démolition, de la forteresse (Carraca) de La Goulette à la suite de son intervention auprès du président Habib Bourguiba.

### Vie privée
Il épouse Lella Saloua Chahed, décédée en 1995, et habite, durant 50 ans et jusqu'à sa mort, dans une résidence à La Goulette. Il a quatre filles : Kawther, Dora, Azza (première Tunisienne à avoir intégré l'École polytechnique en 1977), et Emna.
Il était également passionné d'équitation et avait contribué à la « tunisification » des haras nationaux et à l'essor du pur-sang arabe en courses.

## Projets et réalisations
Mokhtar Latiri a grandement contribué à la construction de la Tunisie moderne. On compte parmi ses réalisations les plus importantes :
- l'aéroport international de Tunis-Carthage ;
- l'aéroport international de Monastir Habib-Bourguiba ;
- l'aéroport international de Djerba-Zarzis ;
- le port de Gabès ;
- le complexe touristique de Port El-Kantaoui ;
- l'École nationale d'ingénieurs de Tunis ;
- le Centre Bourguiba pour la micro-informatique devenu Centre national des technologies de l'éducation ;
- le complexe sportif de Radès ;
- la station touristique Yasmine Hammamet ;
- la mosquée Mâlik ibn Anas.